# Roggen
Roggen (Batoidea) vormen een superorde van de klasse kraakbeenvissen. Er worden meer dan 450 soorten onderscheiden. Over de indeling is geen consensus. Hier wordt de indeling volgens Aschliman et al. (2012), Last, Séret & Naylor (2016) & Fishbase gevolgd, waarin vier ordes en 26 families worden onderscheiden. Volgens de wat oudere indeling in de derde uitgave van Fishes of the World van Joseph Nelson (1994) werden 6 ordes onderscheiden.

## Kenmerken
Het lichaam van de rog is afgeplat, en, afgezien van de staart, ruit- tot schijfvormig. Aangezien de roggen tot de kraakbeenvissen behoren, hebben ze geen skelet met botten maar een meer elastische substantie. De vijf kieuwspleten liggen aan de buikzijde. De staart draagt doorgaans twee rugvinnen. De staartvin kan bij een aantal soorten ontbreken. De roggen uit de eerste twee ordes (Myliobatiformes en Rajiformes) zwemmen met behulp van hun grote borstvinnen, terwijl de zaagvissen, de stroom-, sluimer en sidderroggen en de gitaarroggen en vioolroggen met hun achterlichaam en staart zwemmen, zoals de haaien. De ogen zitten aan de bovenzijde van de kop.

## Habitat
Roggen zijn in bijna elke zee en oceaan te vinden. De meeste soorten zijn te vinden op de bodem van de zee, meestal aan de kust maar soms ook tot een diepte van 3000 meter. Er zijn maar weinig soorten, zoals de reuzenmanta, die in de open zee leven en maar weinig die in zoetwater leven.

## Voedsel
De meeste roggen hebben sterke en geronde tanden ontwikkeld om zo de schelp van soorten die op de bodem van de zee leven open te breken. De prooi wordt door de meeste soorten opgespoord door het reukvermogen. Roggen voeden zich vooral met weekdieren, kreeftachtigen, wormachtigen, stekelhuidigen en bodemvissen, afhankelijk van de soort. Enkele soorten leven op plankton.

## Taxonomie
- Superorde: Batoidea (Roggen)
  - Orde: Myliobatiformes
    - Familie: Aetobatidae (White & Naylor, 2016)[4]
    - Familie: Dasyatidae (Pijlstaartroggen) (Jordan, 1888)
    - Familie: Gymnuridae (Vlinderroggen) (Fowler, 1934)
    - Familie: Hexatrygonidae (Zeskieuwige doornroggen) (Heemstra and Smith, 1980)
    - Familie: Mobulidae (Duivelsroggen) (Gill, 1893)[5][6]
    - Familie: Myliobatidae (Adelaarsroggen) (Bonaparte, 1838)
    - Familie: Plesiobatidae (Reuzendoornroggen) (Nishida, 1990)
    - Familie: Potamotrygonidae (Zoetwaterroggen) (Garman, 1877)
    - Familie: Rhinopteridae (Koeneusroggen) (Jordan and Evermann, 1896)[4][7]
    - Familie: Urolophidae (Doornroggen) (Müller and Henle, 1841)
    - Familie: Urotrygonidae (McEachran, Dunn & Miyake, 1996)
    -  Familie: Zanobatidae (Fowler, 1928)[1][8]

  - Orde: Rhinopristiformes[1][2][9]
    - Familie: Glaucostegidae (Last, Séret & Naylor, 2016)[2]
    - Familie: Pristidae (Zaagvissen) (Bonaparte, 1838)
    - Familie: Rhinidae (Müller & Henle, 1841)[1][2]
    - Familie: Rhinobatidae (Vioolroggen) (Bonaparte, 1835)[1][2]
    -  Familie: Trygonorrhinidae (Last, Séret & Naylor, 2016)[2]

  - Orde: Rajiformes[10]
    - Familie: Anacanthobatidae (Pootroggen) (von Bonde and Swart, 1923)
    - Familie: Arhynchobatidae (Langstaartroggen (Fowler, 1934)
    - Familie: Gurgesiellidae (De Buen, 1959)[10][11]
    -  Familie: Rajidae (waaronder vleet, stekelrog en sterrog) (Blainville, 1816)

  -  Orde: Torpediniformes
    - Familie: Hypnidae (Doodskistroggen) (Gill, 1862)
    - Familie: Narcinidae (Stroomroggen) (Gill, 1862)
    - Familie: Narkidae (Sluimerroggen) (Fowler, 1934)
    - Familie: Platyrhinidae (Waaierroggen) (Jordan, 1923)
    -  Familie: Torpedinidae (Sidderroggen) (Bonaparte, 1838)